# Каширове
Каши́рове — ботанічна пам'ятка природи місцевого значення в Україні. Розташована на території Казанківського району Миколаївської області, у межах Каширівської сільської ради.
Площа — 5 га. Статус надано згідно з рішенням Миколаївської обласної ради № 7 від 28.04.1995 року задля охорони зональних угруповань формацій.
Пам'ятка природи (балка) розташована на південний захід від села Новоскелюватка.
Територія заповідного об'єкта слугує для збереження та охорони флористичних комплексів неогенових кристалічних відслонень.